# Phướn bụng nâu dẻ
Phaenicophaeus sumatranus là một loài chim trong họ Cuculidae.
Loài này được tìm thấy ở Brunei, Indonesia, Malaysia, Myanmar, Singapore và Thái Lan.
Môi trường sống tự nhiên của chúng là rừng nhiệt đới ẩm nhiệt đới hoặc cận nhiệt đới, cận nhiệt đới hoặc nhiệt đới rừng ngập mặn, và đầm lầy cận nhiệt đới hoặc nhiệt đới. Loài này bị đe dọa do mất môi trường sống.